# CBS Radio News
Pour les articles homonymes, voir CBS.

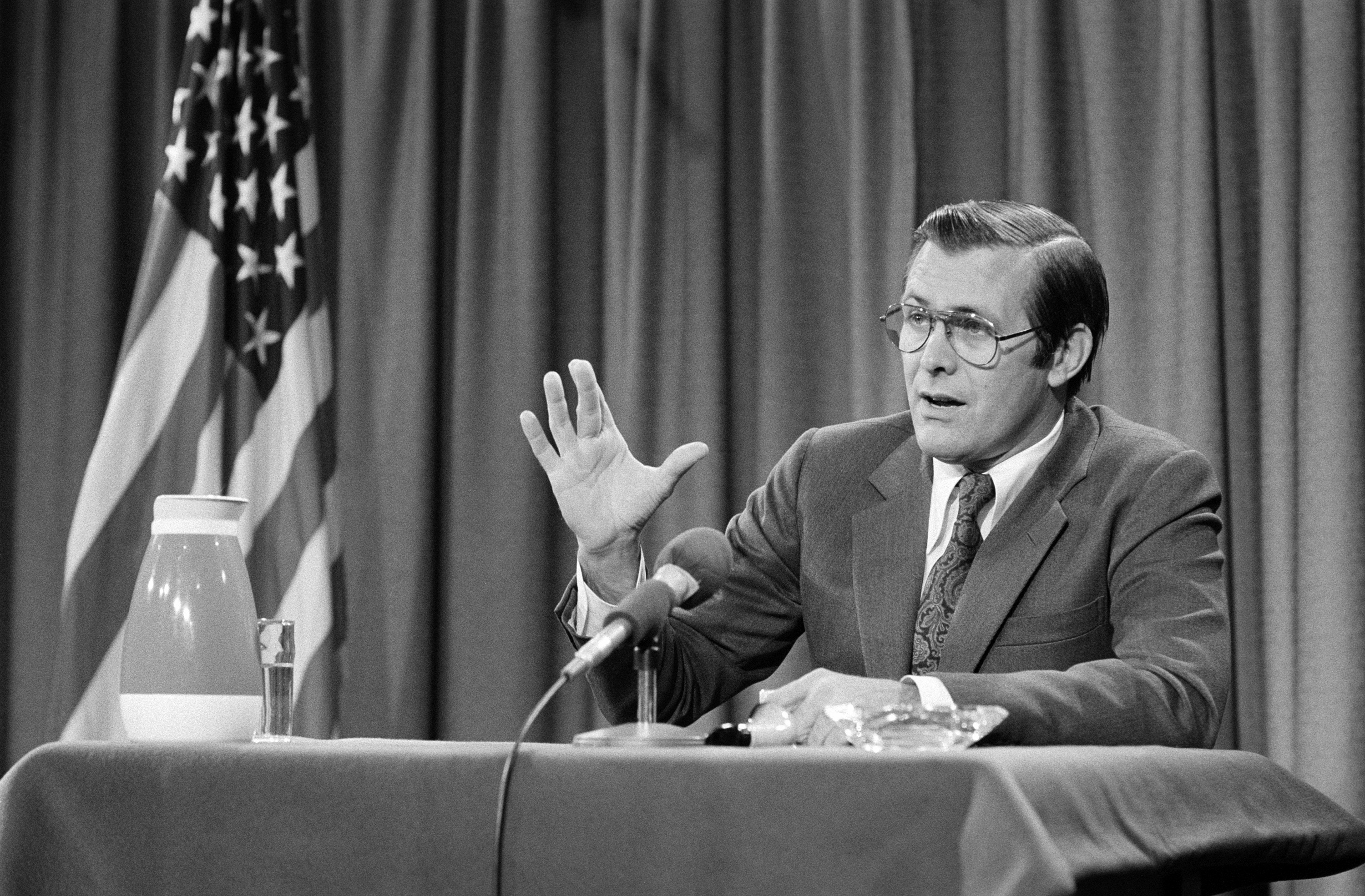
Rumsfeld Donald au micro de CBS Radio News en 1976.

CBS Radio News, anciennement CBS Radio Network, est l'un des plus importants réseaux de radiodiffusion aux États-Unis, après Clear Channel Communications et Cumulus Media. Propriété de groupe audiovisuel ViacomCBS et fort d'un réseau de plus de 1000 stations affiliées, il est le dernier des trois réseaux de radiodiffusion américains historiques (CBS, NBC et Mutual) à appartenir à sa maison mère.